# Crying, Waiting, Hoping
Crying, Waiting, Hoping è una canzone di Buddy Holly, pubblicata come lato B di un suo singolo postumo, Peggy Sue Got Married, del 1959.

## Lecoversdel brano

### Lecoversdei Beatles
Crying, Waiting, Hoping divenne una canzone popolare nei gruppi merseybeat, fra cui i Beatles. Il 1º gennaio 1962 la band suonò la canzone durante la loro audizione, fallita, per la Decca; questa registrazione è apparsa su vari bootlegs, tra cui un 45 giri del 1976 (b-side: Till There Was You), pubblicato dalla Deccagone Records con il numero di serie PRO-1105. L'unica versione pubblicata ufficialmente appare sull'album Live at the BBC del 1994 e risale al 1963, quando i Fab Four registrarono il pezzo per la BBC. Il brano, inciso ai BBC Paris Theatre di Londra il 16 luglio, venne mandato in onda per la prima volta il 6 del mese seguente nello show radiofonico Pop Go the Beatles. L'assolo originale di chitarra, suonato sull'incisione di Holly da Don Arnone, viene riprodotto qui esattamente da Harrison, che è anche il vocalist principale. Una terza cover della band, più lenta, risale alle Get Back sessions.

#### Formazione
- George Harrison: voce, chitarra solista
- Paul McCartney: cori, basso elettrico
- John Lennon: cori, chitarra solista
- Ringo Starr: batteria[1]

### Altre versioni
- Marty Stuart & Steve Earle - 1996
- Adam Green - 1º maggio 2006
- The Head Cat - 27 giugno 2006
- Chris Isaak - 6 settembre 2011
- Karen Elson - 2011[3]